# Liw
Liw è un comune rurale polacco del distretto di Węgrów, nel voivodato della Masovia.
Ricopre una superficie di 169,56 km² e nel 2004 contava 7 726 abitanti.